# 小汶河
小汶河是位于山东省济宁市汶上县，第七批全国重点文物保护单位、世界遗产——大运河的子项，是南旺水利枢纽的组成部分。
2014年，大运河列入世界遗产，小汶河成为大运河济宁段南旺水利枢纽（南旺综合体）的遗产点。

## 全国文物保护单位相关
一般说法中，位于汶上县的小汶河是全国重点文物保护单位。而第七批全国重点文物保护单位——大运河（第六批的京杭大运河已并入）在济宁市及汶上县的子项，确有不同说法。2006年5月，济宁市的十处文保单位入选第六批全国重点文物保护单位，其一即是京杭大运河，但未提及其在济宁市的具体子项。2021年，济宁市政府部门发布的《全市文保单位分布表》中，大运河的子项分布于济宁市的汶上县、任城区、微山县，但具体不详。
济宁市政府部门在2022年12月编撰的相关公示稿中提及，大运河在任城区有五个小项，在微山县有四个小项，而在汶上县有一个小项，即南旺枢纽，包含会通河南旺枢纽段、小汶河等十一个细项:33。
汶上县政府部门2021年12月相关公告，以及2022年11月发布的《汶上县国家级文物保护单位名录》中，大运河项目下共有十二个小项，时代均标注为明清。其中，前两小项是南旺枢纽（位于南旺镇南旺二村）、会通河南旺段（位于南旺镇的25个行政村），第三项小汶河次丘段开始的小项，均与小汶河相关。
2024年《济宁晚报》报道称，小汶河是2013年被列为第七批全国重点文物保护单位——大运河的子项。

## 细项
小汶河原是自然河道，明代疏浚之后作为会通河输水渠。会通河三条引水河道中，小汶河是唯一一条渠首没有建引水闸的河道。
1959年起有多次治理，改称宁汶河。现存河道河槽保存状态较好，河堤部分留存，部分修筑拦河坝，局部改道。主要以元至清代遗迹为主。2022年11月发布的《汶上县国家级文物保护单位名录》中，小汾河分为十个细项：
| 序号 | 名称                 | 地点、简介                                                                                               | 备注 |
| ---- | -------------------- | --- | ---- |
| 2-3  | 小汶河次丘段         | 次丘镇：1.战湾村、2.王口村、3.李太口村                                                                   |      |
| 2-4  | 小汶河寅寺段         | 寅寺镇：1.草桥东村、2.草桥西村、3.前草桥村、4.周村西村、5.东李村、6.西李村、7.前李村、8.河湾村、9.尚庄村 |      |
| 2-5  | 小汶河中都街道段     | 中都街道：1.柳杭村、2.周村、3.草桥村                                                                     |      |
| 2-6  | 小汶河郭仓段         | 郭仓镇：1.西杨庄村、2.黄庄村、3.李官集村、4.高村、5.韦楼村、6.隋村、7.苏村、8.孙场村、9.大庄村、10美化村 |      |
| 2-7  | 小汶河康驿段苏桥湖堤 | 康驿镇苏桥村，疑与南旺枢纽细项——苏桥蜀山湖堤为同一文物点                                                 |      |
| 2-8  | 小汶河刘楼镇段       | 刘楼镇：1.上王村、2.李大庄村、3.下王村                                                                   |      |
| 2-9  | 小汶河郭楼段         | 郭楼镇水利站                                                                                             |      |
| 2-10 | 小汶河杨店段         | 杨店镇：1.沟东村、2.沟西村、3.曹营村、4.刘古墩村、5.郗村、6.于村、7.韦村                                 |      |
| 2-11 | 小汶河南站街道       | 南站赵庙蜀山湖堤                                                                                         |      |
| 2-12 | 小汶河南旺段         | 南旺镇：1.宋庄村、2.坝上村、3.辛庄村、4.田楼村、5.杏林村                                                 |      |